# Alexandra Etherington
Lady Alexandra Clare Etherington (nacida Carnegie; 20 de junio de 1959) es la única hija del III duque de Fife, y tátaranieta del rey Eduardo VII. Como tal ocupa un puesto en la línea de sucesión al trono británico.
Se casó con Mark Fleming Etherington (nacido el 10 de diciembre de 1962 en Newmarket) el 11 de mayo de 2001, hijo de Donald William Etherington y Mary Mercer. Tienen una hija, Amelia Mary Carnegie Etherington (nacida el 24 de diciembre de 2001).
Ocasionalmente, Lady Alexandra ha sido confundida con otro miembro de la Familia Real Británica, Alejandra de Kent. Sin embargo, Lady Alexandra no hace ninguna aparición en cuanto a su tía tercera, la reina Isabel II, aunque ha representado a miembros de la familia real en ocasiones.
Lady Alexandra es una de las madrinas de Luisa Mountbatten-Windsor.